# Liste von Doppelstocktriebwagen
Dies ist eine Liste von Doppelstocktriebwagen. Diese Schienenfahrzeuge verfügen über eine hohe Personentransportkapazität und sind nicht auf einen externen Antrieb angewiesen.
Plattformen mit mehreren Betreibern:
- Alstom Coradia Duplex, ein Doppelstocktriebzug für die luxemburgische CFL, die französische SNCF und die schwedische SJ
- Alstom Coradia Max, ein Triebwagenzug mit doppelstöckigen Steuerwagen.
- Bombardier Twindexx Vario, die fünfte Generation von Doppelstockwagen und -triebwagen der Firma Bombardier Transportation
- Stadler KISS,  ein elektrischer Doppelstock-Triebzug des Schweizer Herstellers Stadler Rail
- Siemens Desiro HC (HC für High Capacity), ein elektrischer, ein- und doppelstöckiger Triebwagenzug (DTZ) aus der Produktfamilie Siemens Desiro
- Škoda 1Ev/4Ev/5Ev/8Ev, ein elektrischer Doppelstocktriebwagen des tschechischen Herstellers Škoda Transportation

Weitere Triebzüge:
- ČSD-Baureihe 470, ein elektrischer, ein- und doppelstöckiger Triebwagenzug von Moravskoslezská vagónka in Tschechien
- DB-Baureihe 670, ein doppelstöckiger Triebwagen mit Dieselantrieb
- M7-Wagen, belgische Doppelstockwagen, teilweise angetrieben
- NS-Baureihe DD-IRM
- NS-Baureihe DDZ
- SBB RABe 502 und SBB RABDe 502, doppelstöckige Triebzüge für den Fernverkehr der Schweizerischen Bundesbahnen (SBB) des Herstellers Bombardier Transportation
- SBB RABe 514, ein vierteiliger doppelstöckiger Triebwagenzug (DTZ) der SBB für die S-Bahn Zürich aus der Produktfamilie Siemens Desiro Double Deck
- JR-Baureihe 251
- Shinkansen-Baureihe E1
- Shinkansen-Baureihe E4

Fahrzeuge des Pariser RER:
- RER NG
- MI 09
- MI 2N

Fahrzeuge im Großraum Sydney:
- Sydney Trains Waratah
- NSW TrainLink Mariyung